# Churuguara
Churuguara – miasto w Wenezueli, w stanie Falcón.